# Seta
Indenfor biologi er setae (/ ˈsiːtiː/ ; ental seta /ˈsiːtə/ ; fra latin saeta 'børstehår') en hvilken som helst af en række forskellige børstehårslignende eller hårlignende strukturer på levende organismer.

## Dyre-setae

### Protostome
Afhængigt af deres form og funktion kan protostomernes setae kaldes macrotrichia, chaetae, skæl eller uformelt hår. Setalmembranen er ikke kutikulariseret, så bevægelse er mulig.

### Deuterostome
Trædepuderne på en gekko's fødder er små hårlignende udstikkere, der spiller en rolle i dyrets evne til at klamre sig til lodrette overflader. De mikrometerstore børster forgrener sig til nanometerstore fremspring kaldet spatulae. En tokay-gekkos to forreste fødder kan modstå en kraft på 20,1 N parallelt med overfladen ved at bruge cirka 14.400 børster pr. mm^2. Dette svarer til ~6,2 pN pr. børste, men tager ikke tilstrækkeligt højde for den samlede klæbrighed, som trædepuderne viser.